# Брянцев, Андрей Михайлович
Андрей Михайлович Брянцев (Брянцов)  (1749—1821) — русский философ, ординарный профессор Московского университета.

## Биография
Родился в семье церковного служителя в Одигитриевской пустыни близ Вологды. В 7 лет остался сиротой. Учился в Вологодской духовной семинарии, откуда пешком отправился в Москву, чтобы поступить в Славяно-греко-латинскую академию. По окончании там курса богословских и философских наук поступил в Московский университет (1771). В 1772 и 1776 годах за успехи в учёбе был награждён серебряными медалями. После окончания университета был оставлен для преподавательской работы и в 1779—1788 годах преподавал в университетской гимназии латинский и греческий языки, а также славянскую словесность. В 1787 году защитил диссертацию «De criterio veritatis» («О критерии истины») и был удостоен степени магистра философии и свободных наук.
В 1788 году, после смерти Д. С. Аничкова был утверждён в должности экстраординарного профессора Московского университета; с 1795 года — ординарный профессор логики и метафизики. Длительное время исполнял должность эфора (помощника инспектора) в гимназии. Был цензором книг, печатавшихся в университетской типографии (1791—1795). Член училищного комитета (1804—1806) и директор Педагогического института Московского университета (1811—1815). Декан нравственно-политического факультета (1808—1809, 1811—1812, 1818—1819).
В московском пожаре 1812 года сгорели многие рукописи Брянцева вместе с его библиотекой.
В 1809 году ему был пожалован за перевод сочинения Г. А. Фергюссона «Начальные основания нравственной философии» (М., 1804) бриллиантовый перстень; в 1819 году он был награждён орденом Св. Владимира 4-й степени. 
Умер 26 января (7 февраля) 1821 года. Похоронен на Лазаревском кладбище в Москве.
После смерти Брянцева планомерное преподавание философии в Московском университете прервалось почти на четверть века.

## Наследие
Брянцев трактовал законы природы в духе каузально-телеологического параллелизма. Он считал, что в основе мироздания лежит некая «непостижимая деятельность», одушевляющая все его части. Природа, с одной стороны — физическое целое, механически устроенное тело, подчинённое закону причинности. С другой стороны, она — «нравственное целое», в трёх царствах которого господствует установленная Богом целесообразность. Все вещи не только «сопряжены» во времени и пространстве «физической связью», где настоящее определяется прошедшим и содержит в себе причину будущего, но связаны и посредством целей («конечных причин»), предписанных творцом. Как философа Брянцева одни относили к вольфианцам, другие — к материалистам, третьи — эклектиком.

## Сочинения
- Слово о связи вещей во вселенной (М., 1790)
- Слово о всеобщих и главных законах природы (М., 1799)

Сочинения его изданы в сборнике: Избранные произведения русских мыслителей второй половины XVIII века. — Т. 1. — М., 1952.